# Amityville – A New Generation
Amityville – A New Generation, auch Amityville 7, Amityville – Das Grauen nimmt kein Ende oder Amityville 1993: The Image of Evil (Originaltitel Amityville: A New Generation), ist ein Horrorfilm aus dem Jahr 1993 von John Murlowski. Hierbei handelt es sich um die sechste Fortsetzung von Amityville Horror aus dem Jahr 1979. Ebenso wie sein Vorgänger Amityville – Face of Terror (1992) wurde der Film für den Video-Markt produziert.

## Kritiken
„Weshalb diese wenig kreative Low-budget-Produktion im deutschen Titel als Nummer vier ausgewiesen ist, bleibt hingegen noch länger ein Geheimnis der dafür Verantwortlichen, handelt es sich doch um die siebte und bislang letzte Verfilmung des Themas. Folge sieben ist hoffentlich die letzte.“

„Fans der ‚Amityville‘-Horrorreihe seien gewarnt: Dieser Streifen hat nichts mit der Familie Lutz und deren gruseligen Plagegeistern zu tun. Allerdings lauert hier ein Dämon in einem Spiegel, der – erraten! - titelgerecht aus Amityville stammt.“

## Veröffentlichungen
Der Film wurde am 29. September 1993 in den Vereinigten Staaten als Direct-to-Video in einer R-Rated und einer Unrated Version von Republic Pictures veröffentlicht. Im Juli 2005 wurde der Film in den USA von Lionsgate Home Entertainment und FremantleMedia North America schließlich als DVD veröffentlicht. In Deutschland wurde der Film 1993 von Marketing Film auf Video veröffentlicht. Eine deutschsprachige Veröffentlichung auf DVD gab es im Jahr 2020 durch die Label Cargo Records und WMM.

## Hintergründe
- Der Arbeitstitel des Films war Amityville 1993: The Image of Evil.
- Der Charakter Bronner soll hier Defeo (den Mörder aus Amityville Horror) darstellen, der anfangs seine ganze Familie ermordet. Wie auch schon bei Amityville II – Der Besessene, wo die Familie Defeo in Montelli umbenannt wurde.
- Im deutschen Fernsehen wurde der Film fälschlich als Amityville 4 präsentiert, obwohl es sich hierbei bereits um den 7. Teil der Reihe handelt.

## Belege
1. ↑  Kritik von TV Spielfilm bei tvspielfilm.de
2. ↑  Kritik von Stern TV Magazin bei stern.de/tv (Seite nicht mehr abrufbar. Suche in Webarchiven)